# 4-Metilmetanfetamina
A 4-Metilmetanfetamina (4-MMA) é uma droga estimulante pertencente à classe das anfetaminas que atua como empatógeno-entactógeno. É o β-ceto-análogo da mefedrona.